# Ямунотрі

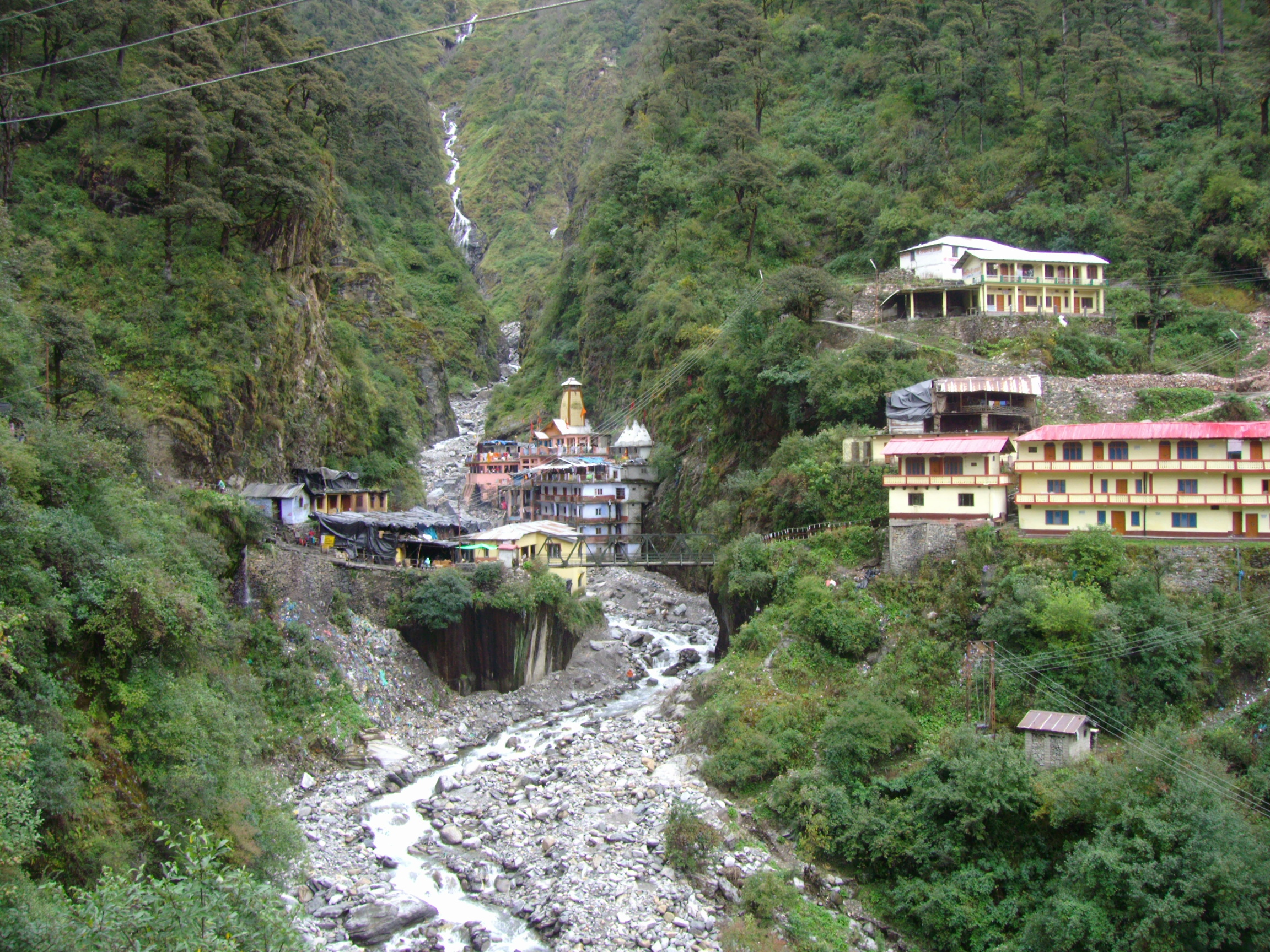
Храм та ашрами Ямунотрі

Ямунотрі (гінді यमुनोत्री, англ. Yamunotri) — витік річки Ямуна та місце мешкання богині Ямуна, що асоціюється з річкою, одна із ділянок паломництва індусів Чота-Чар-Дхам. Дійсний витік річки знаходиться унизу льодовика Ямунотрі на висоті 6387 м, у підніжжя вершин Бандарпуч, біля хребта Муссурі в Нижніх Гімалаях, в окрузі Уттаркаші індійського штату Уттаракханд.
До Храму Ямунотрі можна дістатися за день від головних міст штату, частково автомобілем, частково гірською стежкою довжиною 13 км від міста Хануман-Чатті або 6 км від Джанкі-Чатті; у селищах можна узяти напрокат коня або паланкін. Стежка від Хануман-Чатті до Ямунотрі дуже видовищна, проходячи повз численні водоспади.
Точно невідомо, хто збудував перший храм. Одні джерела вказують на Махарані Ґуралія з Джайпура в 19 столітті, інші на правителя Техрі Махарадж Пратап Шаха. Сучасний храм був збудований пізніше, оскільки перший був зруйнований через негоду. У храмі є кілька ашрамів та міні-готелів, але число місць дуже обмежене.